# 亚舍鬣兽属
亚舍鬣兽属（学名：Yarshea）为鬣齿兽科的一个属。

## 下属物种
本属包括以下物种：
- 血腥亚舍鬣兽 Yarshea cruenta Egi et al., 2004